# Ayerbe
Ayerbe er en by i Spanien, beliggende i provinsen Huesca

## Eksterne link
- Wikimedia Commons har flere filer relateret til Ayerbe
- Officiel hjemmeside
- Reino de los Mallos
- www.ayerbe.es
- Himno a la Virgen de Casbas Fichero Audio (MID)  Arkiveret 11. december 2007 hos  Wayback Machine